# 皮勒尔湖畔圣乌尔里希
皮勒尔湖畔圣乌尔里希是奥地利蒂罗尔州Kitzbühel的一个市镇。总面积52平方公里，总人口1513人，人口密度29.1人/平方公里（2005年）。